# My Beautiful Dark Twisted Fantasy
My Beautiful Dark Twisted Fantasy ist das fünfte Studioalbum des US-amerikanischen Rappers Kanye West. Es erschien in Deutschland am 19. November 2010 auf Roc-A-Fella und Def Jam und wird dem Genre Hip-Hop zugerechnet. Das Album wurde 2009 und 2010 größtenteils auf Hawaii aufgenommen.
Das Album stieg in der ersten Woche mit 497.100 Kopien auf Platz eins in die US-Charts ein. In Deutschland kam My Beautiful Dark Twisted Fantasy bis auf Platz 19 der Album-Charts.

## Musikstil
Nach einem stark elektronisch und gefühlsbetontem 808s & Heartbreak, das in seiner Ästhetik stark dem „Trend hinterher“ war, steuerte West mit seinem fünften Album wieder zurück auf den Stil der ersten drei Alben der geplanten College-Tetralogie (The College Dropout, Late Registration, Graduation) und kombiniert diesen zu opulenteren Songs mit komplexen Strukturen und Arrangements. Das Album behandelt Themen wie Dekadenz, Prunk, Eskapismus, Sex, Wohlstand, Liebe und Selbstverherrlichung sowie Selbstzweifel.
Der erste Titel beginnt mit Nicki Minaj, die mit britischem Akzent ein Teil von Roald Dahls Cinderella vorträgt. Für „All of the Lights“, rekrutierte West Alicia Keys, John Legend, The-Dream, Fergie, Kid Cudi, Elton John, Ryan Leslie, Charlie Wilson, Tony Williams, Elly Jackson und Rihanna als zusätzliche Sänger. Elly Jackson sagte dazu in einem Interview: „Er gab mir all diese Strophen, die ich mit anderen Künstler zusammen singen sollte und wollte dann seine Favoriten von der ganzen Welt übereinander legen um eine einzigartige Textur in seine Songs zu bekommen.“ Die zweite Single „Runaway“ hat ein Klavier-Motiv, das aus einer Serie von halben und ganzen Noten besteht. Der Inhalt des Songs ist größtenteils Selbstkritik an West selbst. „Lost in the World“ verwendet Teile von Bon Ivers „Woods“ und geht in den letzten Titel „Who Will Survive in America“ über. Letzterer Titel ist die Coda des Albums. Er basiert auf Teilen von Gil Scott-Herons „Comment No. 1“.

## Entstehungsgeschichte
Die Aufnahmen des Albums fanden größtenteils in Honolulu (Hawaii) statt. Zusätzliche Aufnahmen wurden in den Glenwood Place Studios in Burbank (Kalifornien), den Electric Lady Studios und den Platinum Sound Recording in New York gemacht. Berichten zufolge beliefen sich die Kosten für die Aufnahmen auf drei Millionen US-Dollar. Über den Aufnahmeprozess sagte West später, er habe sich „in Hawaii versteckt und seine Lieblingsproduzenten zu sich geholt“, um an seiner Platte zu arbeiten und ihn zu inspirieren. Künstler die an diesem „Rap Camp“, wie West es nannte, teilnahmen waren unter anderem Raekwon, The RZA, Pusha T, Rick Ross, Charlie Wilson, Big Sean, Prynce Cy Hi, Swizz Beatz, Dwele, Nicki Minaj, T.I., Drake, Common, Jay-Z, Eminem, Lil Wayne, John Legend, Fergie, Rihanna, The-Dream, Ryan Leslie, Elton John, M. I. A., Justin Vernon, Seal, Beyoncé, Kid Cudi, Mos Def, Santigold, Alicia Keys, Elly Jackson, und Tony Williams. Produzenten, die mit West am Album arbeiteten, waren Q-Tip, The RZA, DJ Premier, Madlib, und Pete Rock.
Im Studio in Hawaii, in dem auch die Aufnahmen zu 808s & Heartbreak entstanden, waren während Wests gesamten Aufenthaltes drei Räume gebucht. So arbeitete West parallel an verschiedenen Songs in mehreren Räumen. Complex-Berichten zufolge wurden die Songs Tag und Nacht gemischt. Die Aufnahmen begannen immer abends, West habe auch oft im Studio geschlafen. Die Vorbereitung auf die Aufnahmen war von Künstler zu Künstler verschieden, so spielten viele Basketball, Kid Cudi rauchte Marihuana und RZA betrieb Kraftsport.

## Cover
Es gibt von dem Albumcover acht verschiedene Versionen. Alle davon sind so strukturiert, dass ein kleines Bild in der Mitte ist, mit dem Rest rot eingefärbt. Darunter das bekannteste ist das Cover mit einem verpixelten Bild von einer Zeichnung, wo ein dunkelhäutiger Mann und eine weiße Frau Geschlechtsverkehr haben. Dieses Cover ist auf verschiedenen Streaming-Plattformen sichtbar.
Der amerikanische Künstler George Condo gestaltete das Album-Cover. Gemälde von George Condo erzielten bei Kunstauktionen Preise von über 1 Mio. US-Dollar.

## Titelliste
Das Album enthält in der Standardversion 13 Titel und erschien zusätzlich als „iTunes Bonus Version“, DVD-Edition, Vinyl und „Collector’s Package“ mit signiertem Poster und Runaway-Film-DVD.
| #  | Titel                         | Gastbeiträge                                    | Produzent                                                                | Länge |
| -- | ----------------------------- | ----------------------------------------------- | ------------------------------------------------------------------------ | ----- |
| 1  | Dark Fantasy                  |                                                 | The RZA, Kanye West, No I.D., Jeff Bhasker (Co.), Mike Dean (Co.)        | 4:41  |
| 2  | Gorgeous                      | Raekwon & Kid Cudi                              | Kanye West, No I.D., Mike Dean                                           | 5:58  |
| 3  | Power                         |                                                 | S1, Kanye West, Jeff Bhasker (Co.), Mike Dean (Co.), Andrew Dawson (Co.) | 4:52  |
| 4  | All of the Lights (Interlude) |                                                 |                                                                          | 1:02  |
| 5  | All of the Lights             | Rihanna & Kid Cudi                              | Kanye West, Jeff Bhasker (Co.)                                           | 5:00  |
| 6  | Monster                       | Jay-Z, Bon Iver, Rick Ross & Nicki Minaj        | Kanye West, Mike Dean (Co.), Plain Pat (Co.)                             | 6:19  |
| 7  | So Appalled                   | RZA, Jay-Z, Prynce Cy Hi, Pusha T & Swizz Beatz | Kanye West, No I.D., Mike Dean (co.)                                     | 6:38  |
| 8  | Devil in a New Dress          | Rick Ross                                       | Bink!, Mike Dean (co.)                                                   | 5:52  |
| 9  | Runaway                       | Pusha T                                         | Kanye West, Emile (co.), Jeff Bhasker (co.), Mike Dean (co.)             | 9:08  |
| 10 | Hell of a Life                |                                                 | Kanye West, Mike Caren (co.), No I.D. (co.)                              | 5:28  |
| 11 | Blame Game                    | John Legend                                     | Kanye West, DJ Frank E, Mike Dean (add.)                                 | 7:50  |
| 12 | Lost in the World             | Bon Iver                                        | Kanye West, Jeff Bhasker (co.)                                           | 4:17  |
| 13 | Who Will Survive in America   |                                                 | Kanye West, Jeff Bhasker (co.)                                           | 1:38  |

Zusätzlicher Song der iTunes Bonus Version:
| # | Titel      | Gastbeiträge                       | Produzent                      | Länge |
| - | ---------- | ---------------------------------- | ------------------------------ | ----- |
| 1 | See Me Now | Big Sean, Beyoncé & Charlie Wilson | Kanye West, No I.D., Lex Luger | 6:04  |

Zusätzlich auf der DVD-Edition:
1. Runaway (Kurzfilm)

## Rezeption
My Beautiful Dark Twisted Fantasy wurde von Kritikern durchweg mit Lob überschüttet. So schrieb die FAZ, das Album überzeuge „auf Albumlänge. […] Es dürfte das Album des Jahres sein.“ Kanye West sei ein „Idealtypus, Kritiker und Protagonist der kapitalistischen Rap-Welt, der Gordon Gekko des Hip Hop. […] ‚My Beautiful Dark Twisted Fantasy‘ ist ein Meisterwerk geworden. Ein Befreiungsschlag. Mit abgeklärt aggressivem Gebaren reklamiert West den Platz an der Spitze.“
Spiegel Online meinte, das Album sei „schamlos überladen, so unverstellt prahlerisch und gleichzeitig so rührend in seinem kindlichen Heischen nach Anerkennung und Liebe, dass man es einfach nicht hassen kann. Es ist grotesk und hässlich, aber auch wunderschön. Und ja, Kanye West ist ein Vollidiot und ein krankhafter Narziß. Aber er ist eben auch ein Genie.“
Beim Hip-Hop-Magazin MZEE wurde das Album einige Jahre nach Veröffentlichung als Wests „Opus Magnum“ bezeichnet. Es gäbe kein Album, das einem „ein ähnlich überwältigendes Gefühl von Größe gibt. Ein solches wird beispielsweise durch den hymnischen Opener Dark Fantasy, das epische Power oder All of the Lights ausgelöst. Letztgenannter Track fährt ein Allstar-Lineup auf, wie es beeindruckender nicht sein könnte. Dieses reicht unter anderem von Kanyes üblichen Kollaborateuren Kid Cudi und John Legend über La Roux, Rihanna, Alicia Keys, Fergie, Drake und The-Dream bis hin zu Elton John. Tracks wie Runaway, Blame Game oder Lost in the World übertragen hingegen eine überbordernde Emotionalität“, die zutiefst berühre. Abschließend wird festgehalten, es bleibe nichts weiter übrig, als „die schiere Brillanz und Zeitlosigkeit von Kanyes wohl bestem Album zu betonen.“

„Das ist kein normales Album. Noch auf dem Vorgänger 808s & Heartbreak hatte Kanye West dem Elektropop seiner Zeit Störgeräusche und eine Wagenladung Autotune verpasst. Das war nice, aber irgendwie auch langweilig. Jetzt hat er den Zeitgeist aufgegeben und den Größenwahn als Möglichkeit der totalen künstlerischen Unabhängigkeit entdeckt. Und dabei echte Klassiker produziert. [...]
Aber alle, die die Augen verdrehen und den Kopf schütteln, müssen, wenn sie ganz ehrlich sind, anerkennen: Kanye hat mit My Beautiful Dark Twisted Fantasy ein Meisterwerk geschaffen und dem HipHop wieder beigebracht, Kunst zu sein. Ohne Kanyes Wahnsinn wäre das nicht möglich gewesen.“

Metacritic aggregiert basierend auf 45 englischsprachigen Kritiken einen Metascore von 94 von 100 möglichen Punkten, womit es die höchste Durchschnittswertung des Jahres erzielte und auch zu den bestaufgenommenen Alben des neuen Jahrtausends gezählt werden kann.
Die Musikzeitschrift Rolling Stone bewertete My Beautiful Dark Twisted Fantasy mit der seltenen Höchstwertung von 5 Sternen und meinte, Kanye West „lasse alle anderen im Radio lächerlich bescheiden klingen. Er stelle allerdings auch den Hörer in Frage: Kanye West denkt, man sei ein Idiot, wenn man sich mit einem Künstler zufrieden gibt, der weniger Enthusiasmus hat als er. Und das bedeutet fast jeder.“ Das Album wurde von dem Magazin auf Platz 1 der 30 besten Alben des Jahres 2010 sowie auf Platz 1 der 100 besten Alben der 2010er Jahre gewählt. Darüber hinaus belegte es 2012 Platz 353 und 2020 Platz 17 der 500 besten Alben aller Zeiten.
Der New Musical Express wählte My Beautiful Dark Twisted Fantasy auf Platz 24 der 500 besten Alben aller Zeiten und auf Platz 12 der 100 besten Alben des Jahrzehnts.
In einer vorläufigen Auswahl der 100 besten Alben der 2010er Jahre von Pitchfork erreichte das Album 2014 den ersten Platz. In der endgültigen Aufstellung 2019 belegte es Platz 2 der 200 besten Alben des Jahrzehnts.
In einer 2013 veröffentlichten Liste der US-amerikanischen Zeitschrift Entertainment Weekly belegt das Album Platz 8 der 100 besten Alben aller Zeiten.
Das deutsche Magazin Musikexpress führt es auf Platz 5 der 50 besten Alben des neuen Jahrtausends.
Bei den Grammy Awards 2012 wurde My Beautiful Dark Twisted Fantasy in der Kategorie Best Rap Album ausgezeichnet.

## Kommerzieller Erfolg

### Chartplatzierungen

#### Album
Bis zum 29. Januar 2011 schaffte es My Beautiful Dark Twisted Fantasy in die Albumcharts von 16 Ländern und stand auf Platz eins in den USA und den „World Album Charts“.
| ChartsChartplatzierungen       | Höchstplatzierung | Wochen |
| ------------------------------ | ----------------- | ------ |
| Deutschland (GfK)              | 19 (10 Wo.)       | 10     |
| Schweiz (IFPI)                 | 10 (16 Wo.)       | 16     |
| Vereinigte Staaten (Billboard) | 1 (279 Wo.)       | 279    |
| Vereinigtes Königreich (OCC)   | 16 (15 Wo.)       | 15     |

| ChartsJahrescharts (2011)      | Platzierung |
| ------------------------------ | ----------- |
| Vereinigte Staaten (Billboard) | 11          |

| ChartsJahrescharts (2016)      | Platzierung |
| ------------------------------ | ----------- |
| Vereinigte Staaten (Billboard) | 186         |

| ChartsJahrescharts (2021)      | Platzierung |
| ------------------------------ | ----------- |
| Vereinigte Staaten (Billboard) | 152         |

| ChartsJahrescharts (2022)      | Platzierung |
| ------------------------------ | ----------- |
| Vereinigte Staaten (Billboard) | 115         |

| ChartsJahrescharts (2023)      | Platzierung |
| ------------------------------ | ----------- |
| Vereinigte Staaten (Billboard) | 175         |

| ChartsJahrescharts (2024)      | Platzierung |
| ------------------------------ | ----------- |
| Vereinigte Staaten (Billboard) | 137         |

#### Singles
| Jahr | Titel             | Höchstplatzierung, Gesamtwochen, AuszeichnungChartplatzierungen (Jahr, Titel, , Platzierungen, Wochen, Auszeichnungen, Anmerkungen) | Höchstplatzierung, Gesamtwochen, AuszeichnungChartplatzierungen (Jahr, Titel, , Platzierungen, Wochen, Auszeichnungen, Anmerkungen) | Höchstplatzierung, Gesamtwochen, AuszeichnungChartplatzierungen (Jahr, Titel, , Platzierungen, Wochen, Auszeichnungen, Anmerkungen) | Höchstplatzierung, Gesamtwochen, AuszeichnungChartplatzierungen (Jahr, Titel, , Platzierungen, Wochen, Auszeichnungen, Anmerkungen) | Höchstplatzierung, Gesamtwochen, AuszeichnungChartplatzierungen (Jahr, Titel, , Platzierungen, Wochen, Auszeichnungen, Anmerkungen) | Höchstplatzierung, Gesamtwochen, AuszeichnungChartplatzierungen (Jahr, Titel, , Platzierungen, Wochen, Auszeichnungen, Anmerkungen) | Anmerkungen                                                                                                   |
| Jahr | Titel             | DE | AT | CH | UK | US | R&B | Anmerkungen                                                                                                   |
| ---- | ----------------- | --- | --- | --- | --- | --- | --- | --- |
| 2010 | Power             | — | — | — | UK36 (9 Wo.)UK | US22 (16 Wo.)US | R&B22 (20 Wo.)R&B | Erstveröffentlichung: 28. Mai 2010 feat. Dwele; Verkäufe: + 5.765.000                                         |
| 2010 | Monster           | — | — | — | — | US18 (10 Wo.)US | R&B30 (20 Wo.)R&B | Erstveröffentlichung: 21. September 2010 feat. Jay-Z, Rick Ross, Bon Iver & Nicki Minaj Verkäufe: + 3.400.000 |
| 2010 | Runaway           | — | — | CH56 (2 Wo.)CH | UK56 (2 Wo.)UK | US12 (13 Wo.)US | R&B30 (17 Wo.)R&B | Erstveröffentlichung: 4. Oktober 2010 feat. Pusha T; Verkäufe: + 5.930.000                                    |
| 2010 | Dark Fantasy      | — | — | — | — | US60 (1 Wo.)US | — | Charteinstieg: 11. Dezember 2010 feat. Teyana Taylor, Nicki Minaj & Bon Iver; Verkäufe: + 700.000             |
| 2011 | All of the Lights | — | AT68 (1 Wo.)AT | CH46 (8 Wo.)CH | UK15 (26 Wo.)UK | US18 (28 Wo.)US | R&B2 (42 Wo.)R&B | Erstveröffentlichung: 18. Januar 2011 feat. Rihanna und Kid Cudi; Verkäufe: + 8.667.500                       |

### Auszeichnungen für Musikverkäufe
| Land/Region                  | Auszeichnungen für Musikverkäufe (Land/Region, Auszeichnung, Verkäufe) | Verkäufe  |
| ---------------------------- | ---------------------------------------------------------------------- | --------- |
| Australien (ARIA)            | 2× Platin                                                              | 140.000   |
| Brasilien (PMB)              | Gold                                                                   | 20.000    |
| Dänemark (IFPI)              | 3× Platin                                                              | 60.000    |
| Deutschland (BVMI)           | Gold                                                                   | 100.000   |
| Italien (FIMI)               | Platin                                                                 | 50.000    |
| Neuseeland (RMNZ)            | 4× Platin                                                              | 60.000    |
| Vereinigte Staaten (RIAA)    | 3× Platin                                                              | 3.000.000 |
| Vereinigtes Königreich (BPI) | Platin                                                                 | 300.000   |
| Insgesamt                    | 2× Gold · 14× Platin ·                                                 | 3.730.000 |

Hauptartikel: Kanye West/Auszeichnungen für Musikverkäufe